# Jane Bidstrup
Jane Bidstrup (ur. 21 sierpnia 1955) – duńska curlerka, trener, srebrna medalistka Zimowych Igrzysk Olimpijskich 1998. Siostra Lene Bidstrup.
Curling uprawia od 1979. W 1981 stanęła już na podium mistrzostw Danii, dwa i trzy lata później wygrywała je.  W pierwszym występie na arenie międzynarodowej, podczas Mistrzostw Europy 1982 reprezentacja Danii pod przywództwem Jane zajęła 6. miejsce. W tym samym sezonie ekipa z Hvidovre uplasowała się na 7. pozycji MŚ. Rok później Dunki, zajęły 5. miejsce przegrywając baraż o fazę finałową przeciwko Norweżkom (Ellen Githmark). 
W Mistrzostwach Europy 1986 Dunki zakwalifikowały się do rundy play-off, znalazły się poza podium ulegając 3:9 Szwajcarkom (Jaqueline Landolt) i 3:7 Norweżkom (Trine Trulsen). Podczas kolejnych zawodów znalazły się pośród czterech najlepszych zespołów. Zdobyły brązowe medale w małym finale pokonując 9:4 Szkotki (Gay Deas). 
Bidstrup zakończyła karierę sportową pod koniec lat 80., powróciła w sezonie olimpijskim 1997/1998. Dołączyła do ekipy Heleny Blach Lavrsen. Była rezerwową na Mistrzostwach Świata 1997 i Zimowych Igrzyskach Olimpijskich 1998. Podczas pierwszych z tych zawodów Dunki w składzie Helena Blach Lavrsen, Margit Pörtner, Dorthe Holm, Trine Qvist i Bidstrup  zdobyły brązowe medale, w turnieju olimpijskim w Nagano stanęły na drugim stopniu podium. Jest to jedyny w historii medal Duńczyków na zimowych igrzyskach olimpijskich.
Była skipem duńskiej drużyny na Mistrzostwach Świata Seniorów 2012. Zawodniczki wygrały dwa z sześciu meczów i rywalizację zakończyły na 9. pozycji.
Jane Bidstrup była również czterokrotnie trenerem kobiecych reprezentacji Danii. Za każdym razem drużyny te zdobywały medale: w 1994 ME, brązowe medale MŚ 1999 i ME 2003 oraz srebro wywalczone podczas Europejskiego Festiwalu Młodzieży 2005.

## Drużyna
|           | Czwarta                        | Trzecia       | Druga              | Otwierająca      |
| --------- | ------------------------------ | ------------- | ------------------ | ---------------- |
| 2011/2012 | Jane Bidstrup                  | Iben Larsen   | Lilian Nielsen     | Lone Bagge Harry |
| 1985/1987 | Maj-Brit Rejnholdt-Christensen | Jane Bidstrup | Hanne Olsen        | Lone Bagge Harry |
| 1982/1984 | Jane Bidstrup                  | Iben Larsen   | Maj-Brit Rejnholdt | Kirsten Hur      |